# Echiniscus pusae
Echiniscus pusae är en djurart som tillhör fylumet trögkrypare, och som beskrevs av Ernst Marcus 1928. Echiniscus pusae ingår i släktet Echiniscus och familjen Echiniscidae. Inga underarter finns listade i Catalogue of Life.